# もっと広島に恋しよう 金ぶち
『もっと広島に恋しよう 金ぶち』（もっとひろしまにこいしよう きんぶち）は、2015年10月23日から2016年12月16日まで広島テレビで金曜 19:00 - 19:56 に放送されていたバラエティ番組。
おおむね月に1回のペースで放送されていた番組で、「広島の宝であるカープ」「広島のグルメ」「広島の自然や人の魅力」をキーワードにした様々な企画を敢行していた。この番組のスタイルは、後継の『よくばりアリス』へと引き継がれた。

## 放送リスト
| 放送回 | 放送日時       | テーマ                                                           | 出演者 |
| ------ | -------------- | ---------------------------------------------------------------- | --- |
| 第1回  | 2015年10月23日 | 2015年カープ総決算スペシャル!!                                   | 山本浩二、池谷公二郎、野村謙二郎 |
| 第2回  | 2015年11月20日 | ご当地お好み頂上決戦 広島テッパン×テッペングランプリ             | 坂上忍、はるな愛、足立梨花、ドロンズ石本 |
| 第3回  | 2015年12月18日 | 目指せ絶景！露天風呂トラックの旅                                 | 熊切あさ美、とにかく明るい安村、中島尚樹 |
| 傑作選 | 2015年12月31日 | 第2回・第3回の内容を放送                                         | 第2回・第3回の内容を放送 |
| 第4回  | 2016年1月22日  | 冬の魚がぶち旨い 島の絶品漁師めし in 広島湾                      | 温水洋一、ドロンズ石本、浅田舞 |
| 第5回  | 2016年2月19日  | サンドウィッチマンが上陸！広島満喫!! かき詣ツアー                | サンドウィッチマン |
| 第6回  | 2016年3月18日  | カープ開幕直前SP 今年こそ優勝できる8つのカギ                     | 山本浩二、池谷公二郎、風見しんご、杉原杏璃、うえむらちか、宮脇靖知、西名みずほ（広島テレビアナウンサー）                                                    |
| 第7回  | 2016年4月15日  | 王道！ or 穴場!? 一島一品アポなししまなみ自慢                    | 井森美幸、遠藤章造（ココリコ）、川村エミコ（たんぽぽ） |
| 第8回  | 2016年6月17日  | 金ぶちナイター（次の瞬間、熱くなれ。THE BASEBALL）               | 第2放送席：風見しんご、島谷ひとみ、長野正実（広島テレビアナウンサー） （第1放送席解説：池谷公二郎、野村謙二郎、実況：宮脇靖知）                             |
| 第9回  | 2016年7月8日   | 広島発祥！ヒットの秘密調査団                                     | レッド吉田（TIM、西村知美、川村エミコ（たんぽぽ） |
| 第10回 | 2016年8月12日  | ノンスタ井上＆武井壮の広島ポジティブ化計画                       | 井上裕介（NON STYLE）、武井壮 |
| 第11回 | 2016年9月9日   | 完全カープ主義 SP                                                | 宮脇靖知、西名みずほ、山本浩二、池谷公二郎、野村謙二郎、風見しんご、島谷ひとみ、ゴッホ向井ブルー                                                            |
| 第12回 | 2016年10月21日 | 日本シリーズあす開幕！32年ぶりカープ日本一V4へSP                 | 宮脇靖知、西名みずほ、池谷公二郎、野村謙二郎、風見しんご |
| 第13回 | 2016年11月18日 | ご当地お好み頂上決戦 広島テッパン×テッペングランプリ2            | 坂上忍、はるな愛、ドロンズ石本、おのののか |
| 最終回 | 2016年12月16日 | カープ優勝旅行 〜じっちゃん・ばっちゃん おれハワイ楽しんだよSP〜 | 広島東洋カープ監督・選手一同、森拓磨（広島テレビアナウンサー） （特別出演選手：鈴木誠也、松山竜平、赤松真人、西川龍馬、大瀬良大地、一岡竜司、岡田明丈ほか） |